# Galeandra
Galeandra är ett släkte av orkidéer. Galeandra ingår i familjen orkidéer.

## Bildgalleri

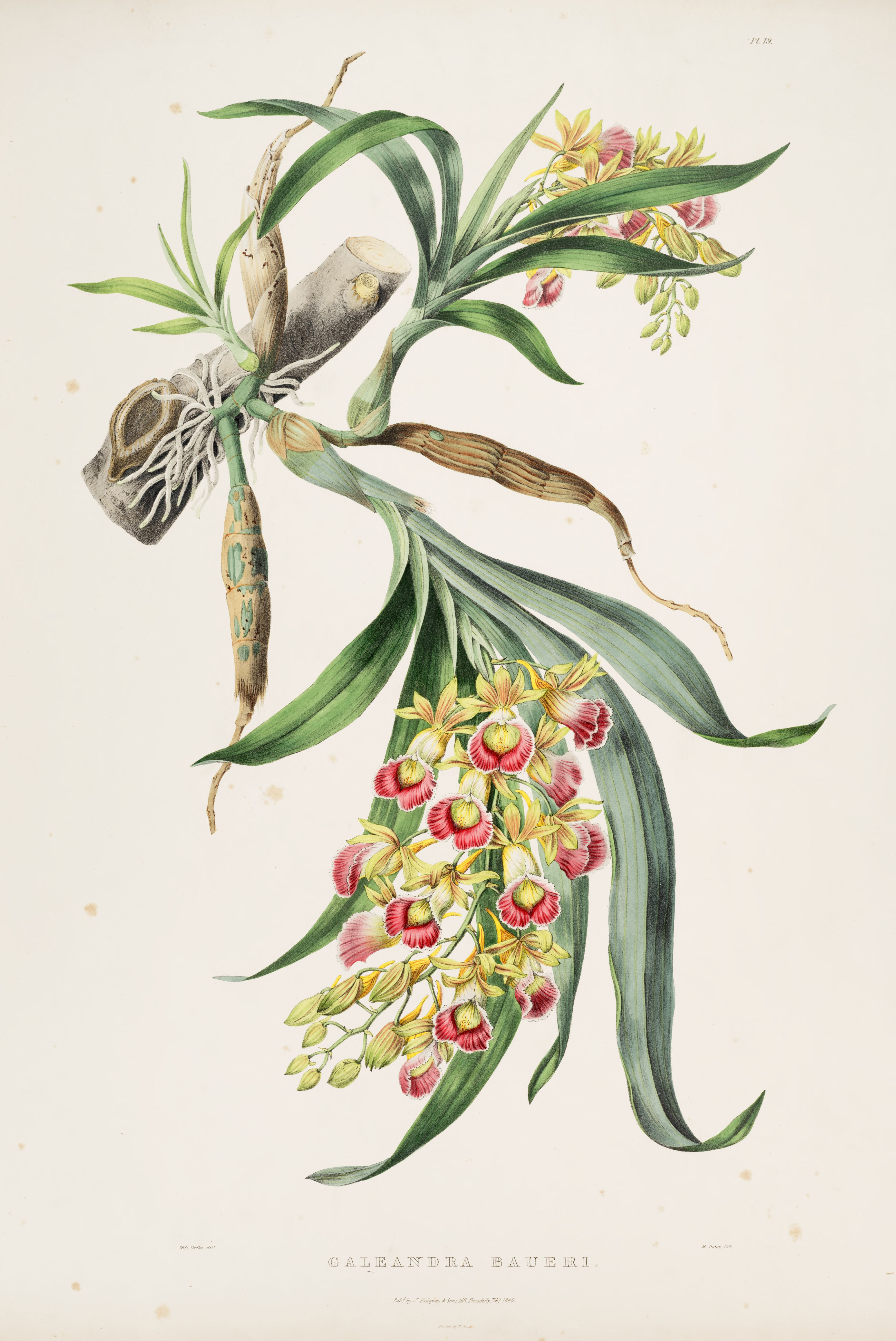
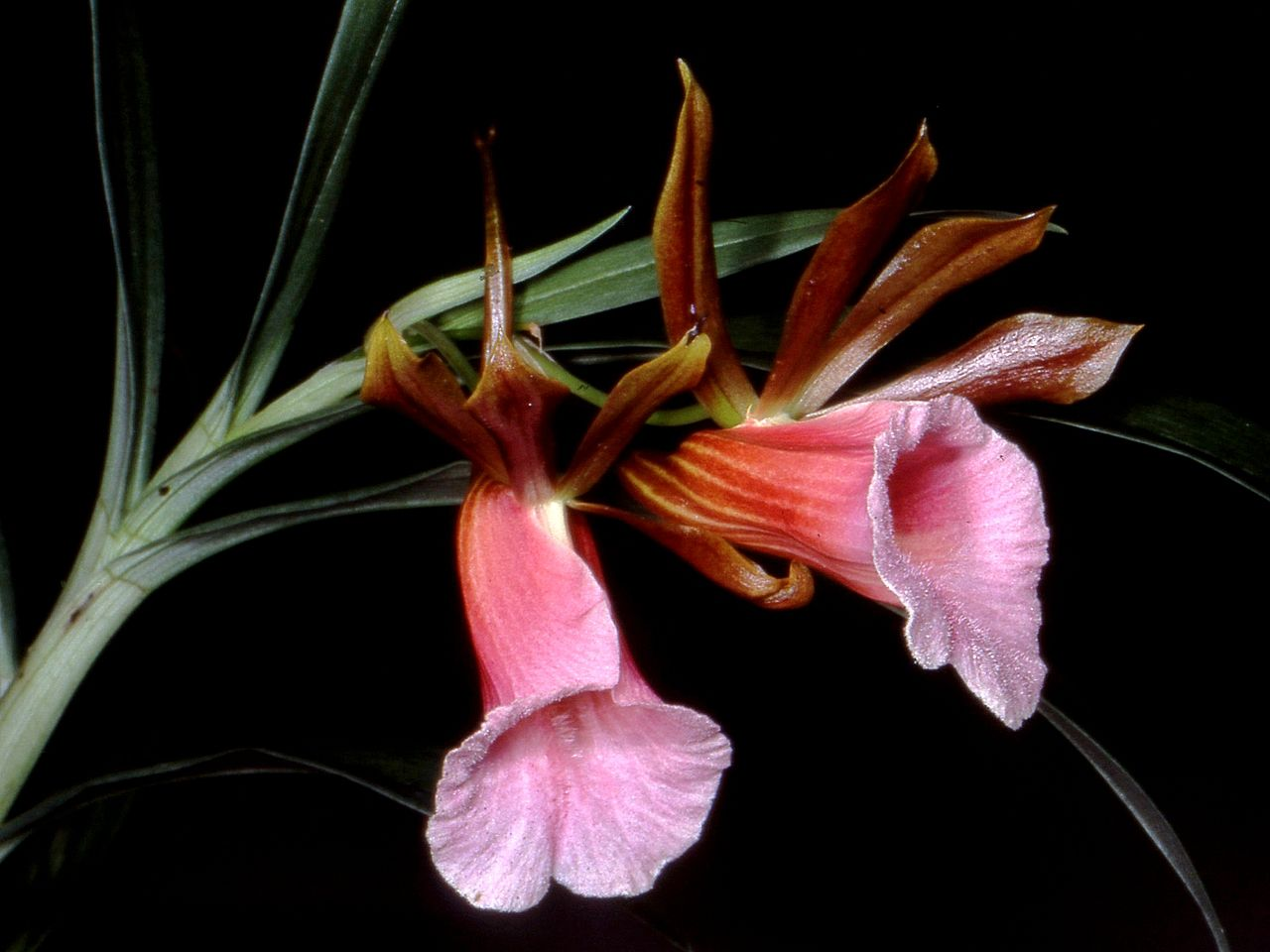
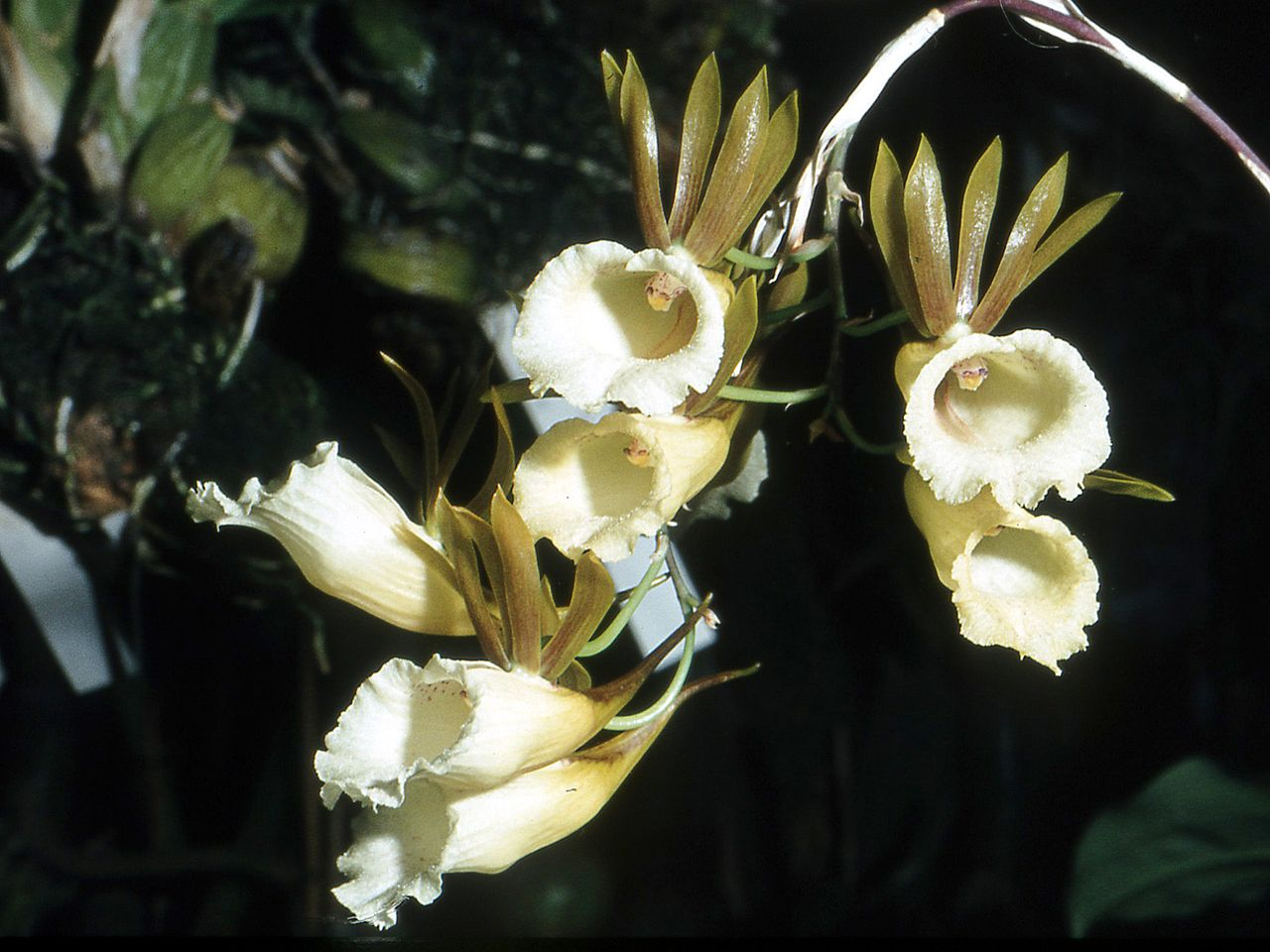
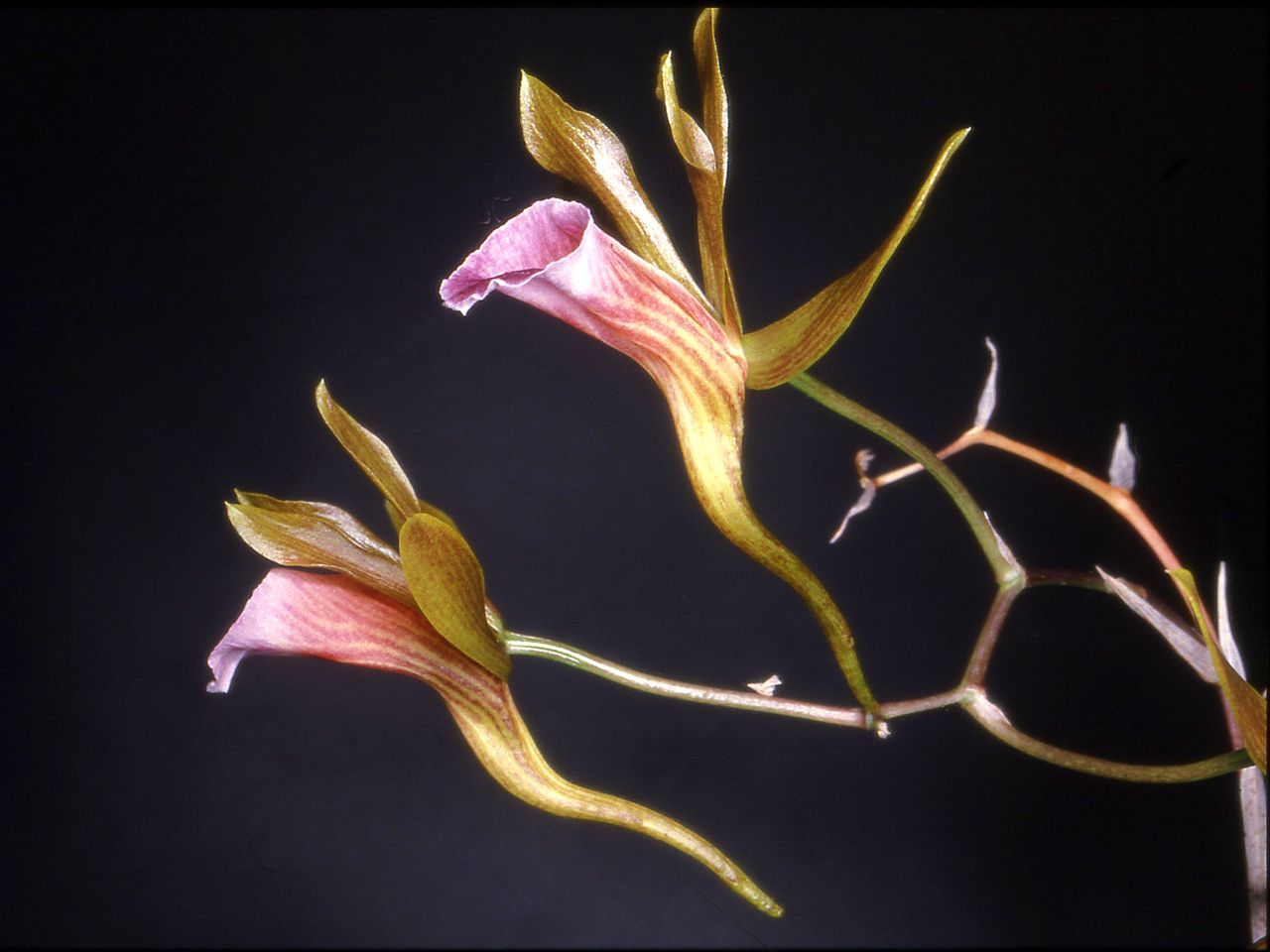
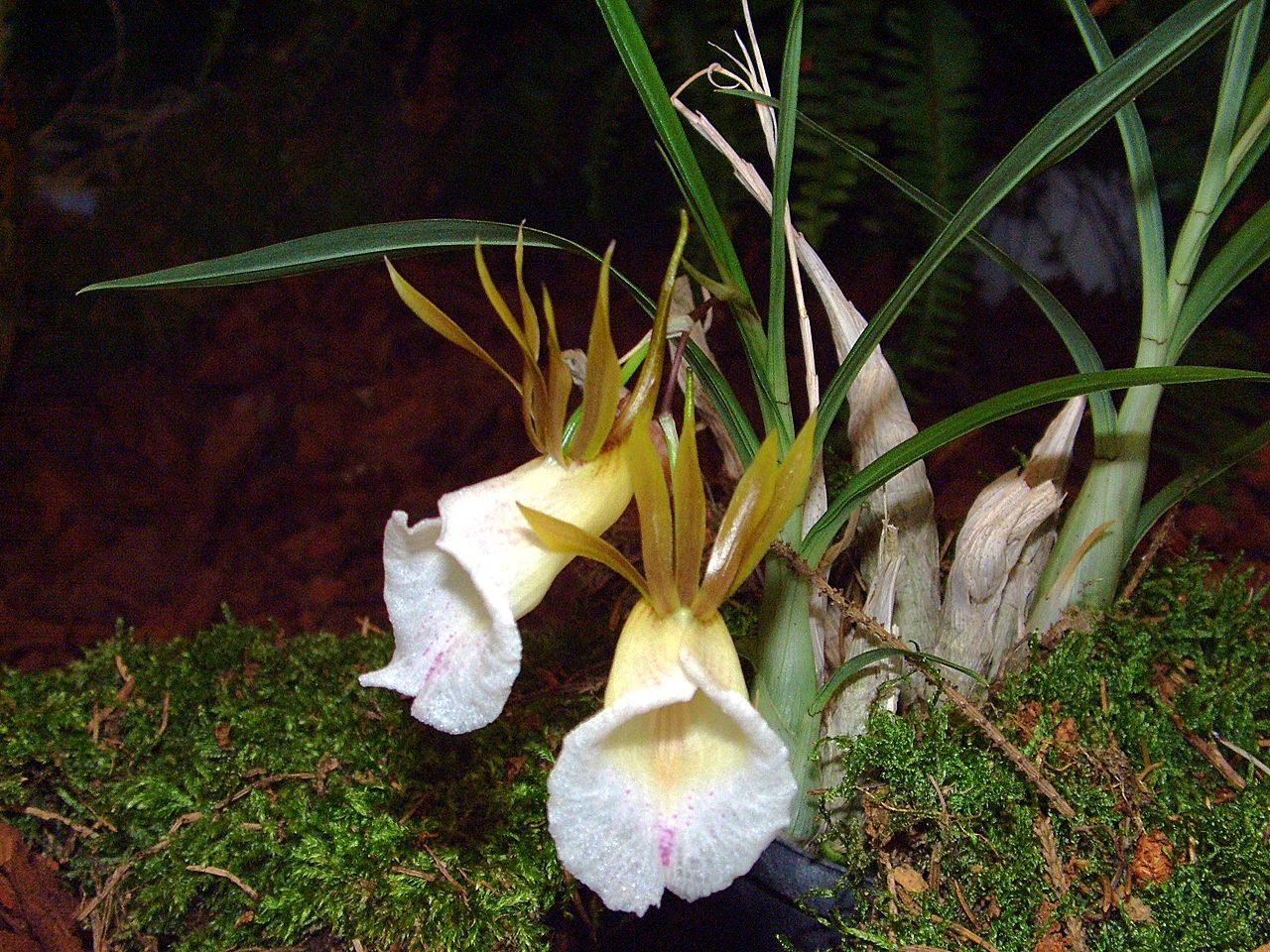
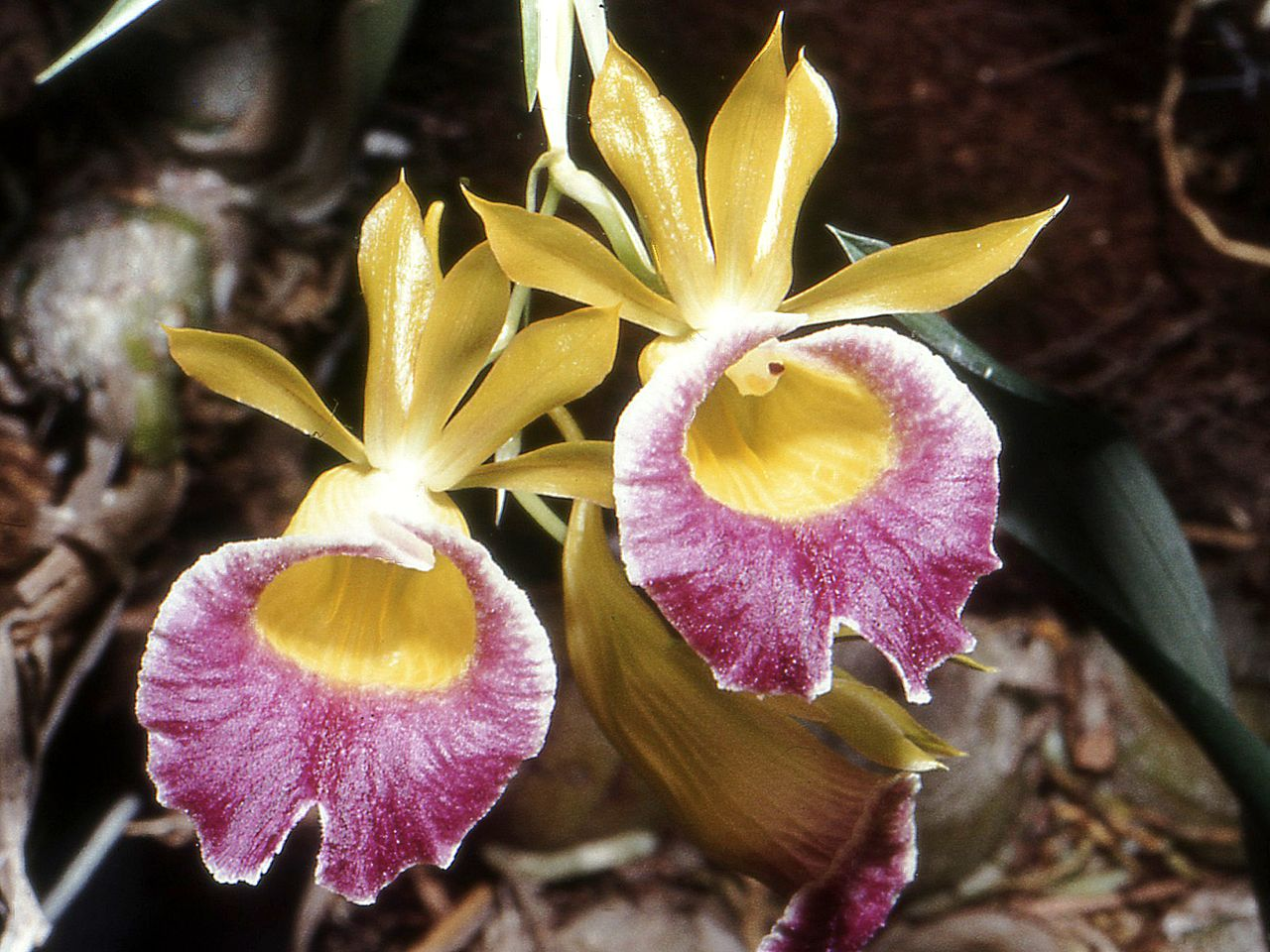

## Dottertaxa tillGaleandra, i alfabetisk ordning[1]
- Galeandra andamanensis
- Galeandra arundinis
- Galeandra badia
- Galeandra barbata
- Galeandra batemanii
- Galeandra baueri
- Galeandra beyrichii
- Galeandra bicarinata
- Galeandra biloba
- Galeandra camptoceras
- Galeandra carnevaliana
- Galeandra chapadensis
- Galeandra claesii
- Galeandra curvifolia
- Galeandra devoniana
- Galeandra dives
- Galeandra duidensis
- Galeandra graminoides
- Galeandra greenwoodiana
- Galeandra harveyana
- Galeandra huebneri
- Galeandra hysterantha
- Galeandra junceoides
- Galeandra lacustris
- Galeandra lagoensis
- Galeandra leptoceras
- Galeandra levyae
- Galeandra macroplectra
- Galeandra magnicolumna
- Galeandra minax
- Galeandra multifoliata
- Galeandra nivalis
- Galeandra paraguayensis
- Galeandra pilosocolumna
- Galeandra santarena
- Galeandra schunkii
- Galeandra stangeana
- Galeandra styllomisantha
- Galeandra xerophila